# Rutherfordton (Karolina Północna)
Rutherfordton – miasto w Stanach Zjednoczonych, w stanie Karolina Północna, siedziba administracyjna hrabstwa Rutherford.